# Piotr Fronczewski

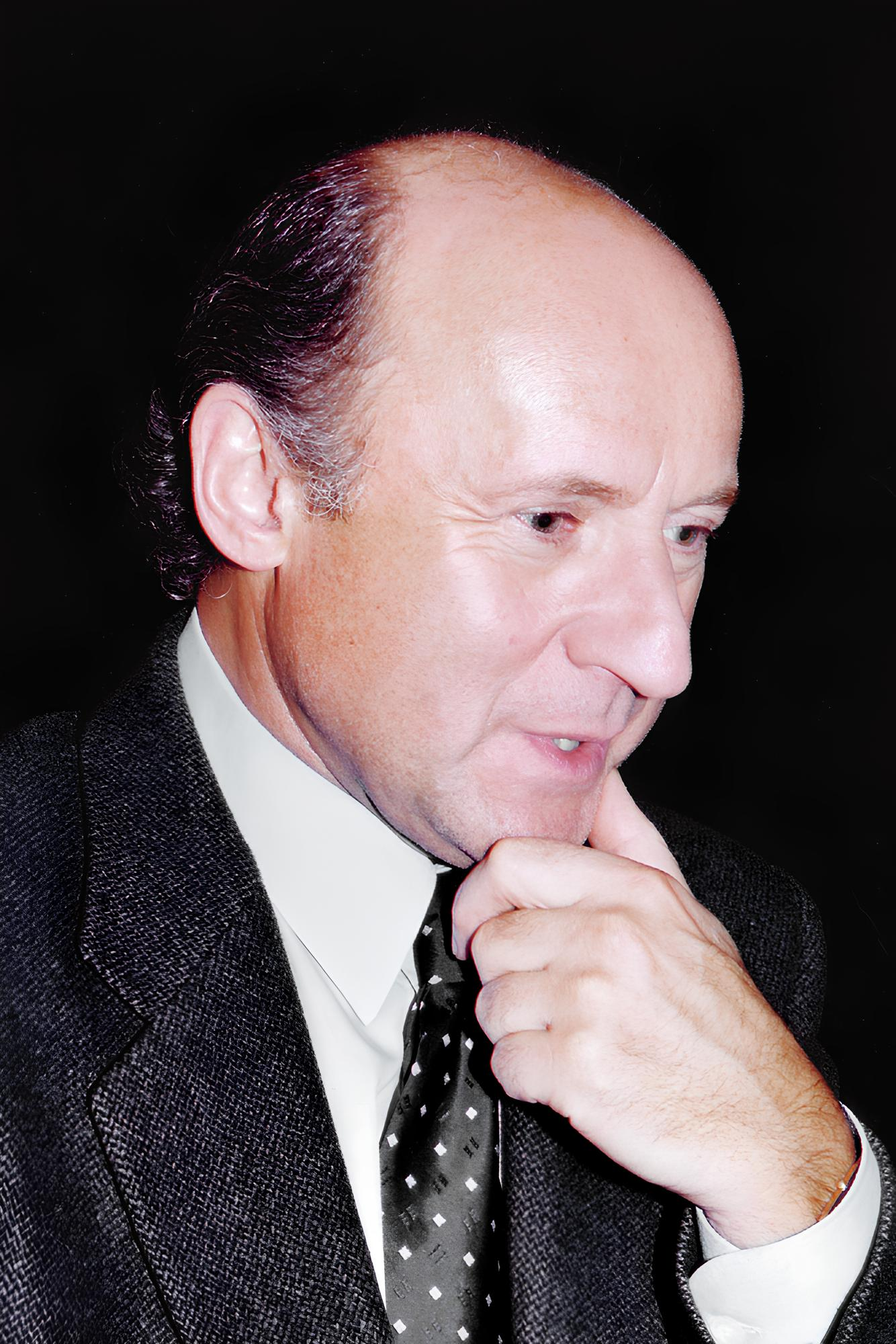
Piotr Fronczewski (2003)

Piotr Fronczewski (* 8. Juni 1946 in Łódź) ist ein polnischer Schauspieler und Sänger.

## Leben
Piotr Fronczewski erhielt seine Schauspielausbildung in den 1960er-Jahren an der Staatlichen Schauspielschule PWST in Warschau. Er schloss die Hochschule 1968 mit dem Diplom ab. Bereits als Kind hatte er 1958 eine kleine Rolle in einem Spielfilm übernommen. Nach der Schauspielausbildung erhielt er 1968 sein erstes Engagement am Warschauer Teatr Narodowy. Nach weiteren Engagements an hochrangigen Warschauer Bühnen ist er seit 1991 Ensemblemitglied des Teatr Ateneum. Fronczewski tritt neben der Theater- und Filmarbeit auch in unterschiedlichen Kabaretts unter seinem Pseudonym Franek Kimono auf. Fronczewski ist Vater zweier Töchter (geboren 1975 und 1978), die in den 1980er-Jahren gemeinsam mit ihm mit Kinderliedern auftraten.

## Filmografie (Auswahl)
- 1958: Die Hansestadt (Wolne Miasto) – Regie: Stanisław Różewicz
- 1970: Wie ich den Zweiten Weltkrieg entfesselte (Jak rozpętałem druga wojnę światowa 2) – Regie: Tadeusz Chmielewski
- 1972: Die Bewahrung (Ocalenie) – Regie: Edward Zebrowski
- 1975: Das gelobte Land (Ziemia obiecana) – Regie: Andrzej Wajda
- 1975: Die Quartalsbilanz (Bilans kwartalny) – Regie: Krzysztof Zanussi
- 1977: Mit sich allein (Sam na sam) – Regie: Andrzej Kostenko
- 1978: Zimmer mit Meerblick (Pokój z widokiem na morze) – Regie: Janusz Zaorski
- 1978: Nicht standesgemäß (Trędowata) – Regie: Jerzy Hoffman
- 1979: Das Geheimnis der Enigma (Sekret enigmy) – Regie: Roman Wionczek
- 1979: Selbstverteidigung (Kung-Fu) – Regie: Janusz Kijowski
- 1981: Aus einem fernen Land (Da un paese lontano) – Regie: Krzysztof Zanussi
- 1982: Der Kurpfuscher (Znachor) – Regie: Jerzy Hoffman
- 1983: Es ist nur Rock (To tylko rock) – Regie: Pawel Karpiński
- 1983: Die zwanziger und dreißiger Jahre (Lata dwudzieste… lata trzydzieste) – Regie: Janusz Rzeszeweski
- 1984: Die Akademie des Herrn Klecks (Akademia pana Kleksa) – Regie: Krzysztof Gradowski
- 1984: Der Bariton (Baryton) – Regie: Janusz Zaorski
- 1984: Synthese (Synteza) – Regie Maciej Wojtyszko
- 1989: Der Konsul (Konsul) – Regie: Mirosław Bork
- 1997: Unser fremdes Kind (Cudze szczęście) – Regie: Mirosław Bork
- 1993: Der Fremde muss fliegen – Berlin Breslauer Platz (Obcy musi fruwać) – Regie: Wiesław Saniewski
- 1991: Flucht aus dem Kino „Freiheit“ (Ucieczka z kina "Wolność") – Regie: Wojciech Marczewski
- 2001: Weiser – Regie: Wojciech Marczewski
- 2002: Chopin – Sehnsucht nach Liebe (Chopin. Pragnienie miłości) – Regie: Jerzy Antczak
- 2008: Po-lin. Spuren der Erinnerung (Po-lin. Okruchy pamięci) als Sprecher – Regie: Jolanta Dylewska
- 2009: Niko – Ein Rentier hebt ab (Niko – Lentäjän poika) – Regie: Michael Hegner, Kari Juusonen
- 2009: Disneys Eine Weihnachtsgeschichte (A Christmas Carol) – Regie: Robert Zemeckis
- 2018–2021: Im Sumpf (Rojst, Fernsehserie)
- 2019: Dunkel, fast Nacht (Ciemno, prawie noc) – Regie: Borys Lankosz
- 2024: Die Akademie des Meisters Klex (Akademia pana Kleksa)

## Diskografie
Singles
- 1983: Franek Kimono (Tonpress)
- 1984: Franek Kimono (Arston)

LP
- 1984: Franek Kimono (Arston)
- 1986: Crazy Zdzich (Polton)

CD
- 1991: Franek Kimono (Alcom)
- 1993: Pan Kimono (Sony Music)
- 1999: Franek Kimono (Sony Music)
- 2001: Porträt Piotr Fronczewski (EMI)